# Hábúr

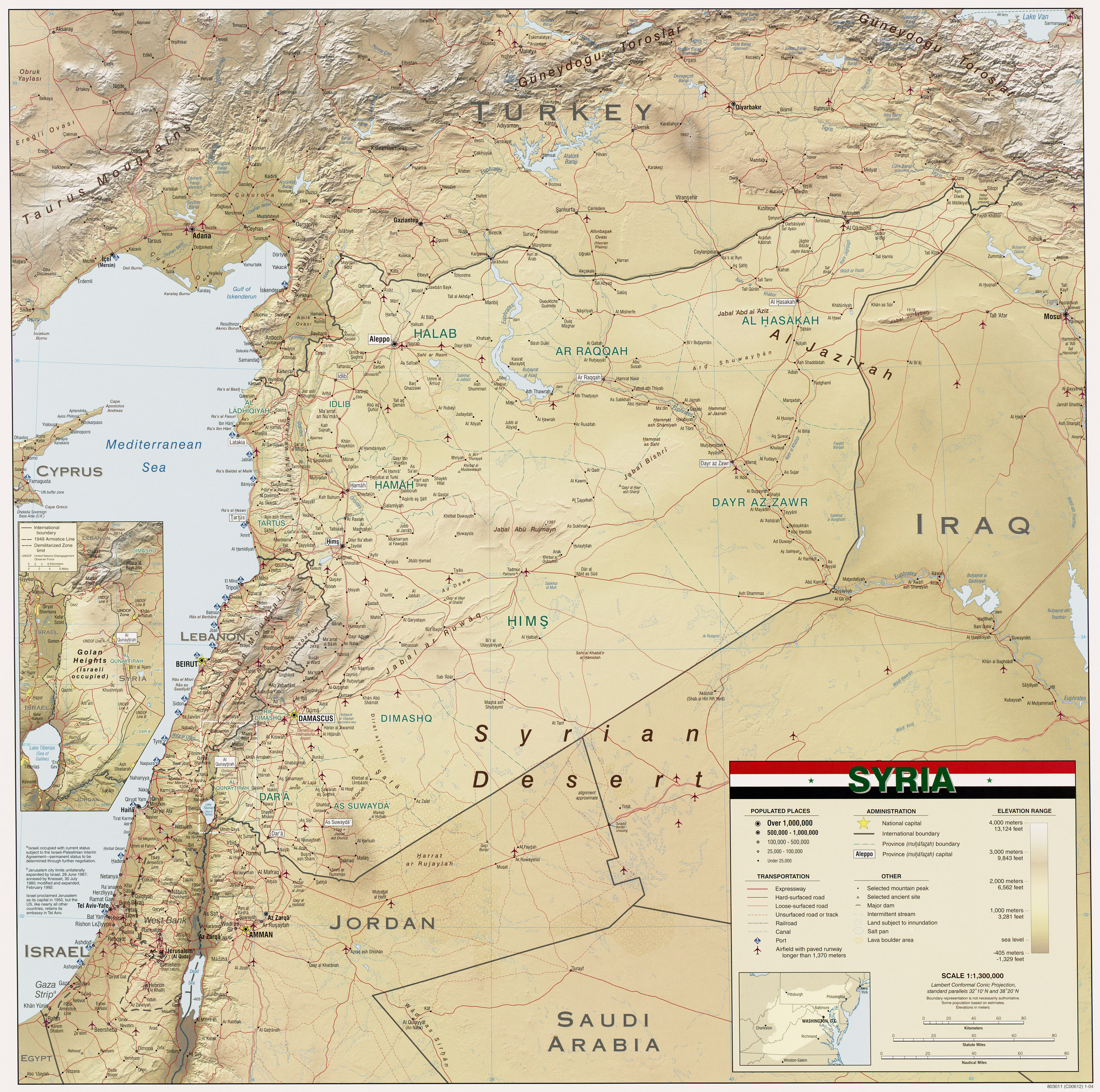
A Hábúr Szíria ÉK-i részén (Nahr al Khabur) Al Hasakah (ill. Al Jazirah) régióban

A Hábúr (törökül: Habur Nehri, arabul: نهر الخابور, kurdul: Çemê Xabûr) kis folyó Szíria északkeleti részén. Forrásvidéke DK-Törökország hegységében van. A mintegy 486 km folyó - amely a nyári évszakban inkább csak patak - a szíriai el-Haszaka városán és a Dzsazíra síkságán átfolyva, el-Buszajránál (Al-Busayrah) ömlik az Eufráteszbe.

## Mellékfolyói
A Hábúrba vizet szállító mellékfolyók; ezek közül a legtöbb vádi, amelyekben csak az év egy részében van víz:
- Radd vádi
- Khnezir vádi
- Dzsarrah vádi
- Dzsaghdzsagh (Jaghjagh)
- Khanzir vádi
- Avedzsi vádi

## Fordítás
Ez a szócikk részben vagy egészben  a   Khabur River című angol Wikipédia-szócikk fordításán alapul.  Az eredeti cikk szerkesztőit annak laptörténete sorolja fel. Ez a jelzés csupán a megfogalmazás eredetét és a szerzői jogokat jelzi, nem szolgál a cikkben szereplő információk forrásmegjelöléseként.